# Sơn ca vòng cổ
Sơn ca vòng cổ, tên khoa học Mirafra collaris, là một loài chim trong họ Alaudidae. Loài này có một phạm vi đáng kể, với phạm vi phân bố toàn cầu ước là 530.000 km2 trên một khu vực từ phía đông Ethiopia và Somalia đến miền trung Kenya. 
Môi trường sống tự nhiên của loài này là đồng cỏ khô nhiệt đới hoặc cận nhiệt đới.